# Dalibor Pečalka
Dalibor Pečalka (10. března 1930 Žilina – 2. listopadu 2004 tamtéž) byl slovenský fotbalový útočník.

## Hráčská kariéra
V československé lize hrál za Slovenu Žilina, vstřelil jeden prvoligový gól.

### Prvoligová bilance
| Ročník             | Zápasy | Góly | Minuty | Klub               |
| ------------------ | ------ | ---- | ------ | ------------------ |
| I. liga 1949       | –      | 1    | –      | ZSJ Slovena Žilina |
| CELKEM I. ČS. LIGA | –      | 1    | –      |                    |